# Anzola dell'Emilia
Anzola dell'Emilia is een gemeente in de Italiaanse metropolitane stad Bologna (regio Emilia-Romagna) en telt 11.128 inwoners (31-12-2004). De oppervlakte bedraagt 36 km², de bevolkingsdichtheid is 288 inwoners per km².
De volgende frazioni maken deel uit van de gemeente: Castelletto, Lavino di Mezzo, Madonna dei Prati, Martignone, Ponte Samoggia, San Giacomo Del Martignone.

## Geografie
De gemeente ligt op ongeveer 38 meter boven zeeniveau.
Anzola dell'Emilia grenst aan de volgende gemeenten: Bologna, Calderara di Reno, Castelfranco Emilia (MO), Sala Bolognese, San Giovanni in Persiceto, Valsamoggia (BO) en Zola Predosa.